# Google Crowdsource
Google Crowdsource é um serviço criado pelo Google e apresentado em 29 de agosto de 2016. Ele permite que os usuários possam analisar sugestões de alteração em relação a produtos da empresa para melhorar seus produtos com foco em inteligência artificial.  O serviço pode ser utilizado pelo site ou pelo aplicativo disponibilizado para Android.
Ao analisar e aprovar ou não um determinado número de tarefas, o usuário pode receber conquistas (selos) como recompensa.

## Características

### Tarefas
Após o lançamento, o aplicativo Crowdsource para Android apresenta aos usuários cinco tarefas diferentes: transcrição de imagem, reconhecimento de manuscrito, traduções, validação de traduções e validação de traduções de mapa. A versão mais recente do aplicativo inclui 7 tarefas: tradução, validação de tradução, validação de tradução de mapas, reconhecimento de manuscrito, avaliação de sentimentos, pontos de referência e transcrição de imagens. 

#### Tradução e validação de tradução
Tarefas relacionadas à tradução (validação de tradução e tradução) são mostradas apenas para usuários que selecionaram mais de um idioma em que são fluentes. Embora a validação da tradução de mapas não seja mais uma tarefa no aplicativo Crowdsource para Android, os usuários ainda podem concluir as tarefas de validação de tradução e tradução.  A tradução apresenta ao usuário um dos idiomas em que ele se identificou como fluente e pede que ele o traduza para outro idioma em que seja fluente. A validação da tradução apresenta aos usuários uma lista de traduções enviadas por outros usuários e solicita que eles as classifiquem como corretas ou incorretas. Essas duas tarefas ajudam a melhorar os recursos de tradução do Google, principalmente no Google Tradutor, e em qualquer outro aplicativo do Google com conteúdo traduzido, incluindo o Google Maps.

#### Transcrição de imagens
A Transcrição de Imagens permite que os usuários selecionem uma palavra em uma lista de tópicos, como "beisebol", e apresentem ao usuário uma foto, fazendo a pergunta "O beisebol pode ser um dos rótulos para essa imagem?". Os usuários podem selecionar "sim", "não" ou "pular" se não tiverem certeza.  Os dados obtidos com essa tarefa são usados para ajudar a ler textos em imagens de serviços como o Google Street View.

#### Reconhecimento de caligrafia
O reconhecimento de manuscrito depende dos usuários para ler palavras manuscritas e transcrevê-las para texto. Segundo o Google, a conclusão dessa tarefa ajuda a melhorar o recurso de caligrafia do teclado do Google, como por exemplo o GBoard.

#### Verificação de pontos de referências
Esta tarefa solicita que os usuários confirmem se um ponto de referência específico é visível nas imagens mostradas no aplicativo. Essa tarefa foi criada para ajudar a garantir que empresas e pontos de referência sejam reconhecidos em aplicativos como o Google Maps.

### Conquistas
Além das tarefas que os usuários podem concluir, o aplicativo Crowdsource tem uma seção "Conquistas" que mostra as estatísticas e os selos dos usuários que eles recebem ao concluir tarefas diferentes no serviço.

#### Estatísticas
Quando os usuários contribuem para o Crowdsource concluindo tarefas, o serviço rastreia o número total de contribuições, além de métricas como votos positivos, que mostram quantas respostas de um usuário estão "de acordo com as respostas da comunidade Crowdsource" e "precisão", que mostra qual porcentagem das respostas do usuário foi validada como correta.

#### Selos
À medida que os usuários concluem tarefas, eles também recebem emblemas. Há emblemas para cada tipo de tarefa, que rastreiam o progresso ao longo dessa tarefa específica (como validação de tradução), bem como emblemas para outros marcos, como concluir uma tarefa enquanto estiver off-line ou concluir uma tarefa por meio de uma notificação por push.

## Plataformas
O Crowdsource também está disponível como um aplicativo da internet. Ele oferece muitas das tarefas disponíveis no aplicativo, como transcrição de imagem, tradução e validação de tradução, e inclui uma página para os usuários visualizarem suas conquistas de maneira similar ao aplicativo para Android. Ao contrário da versão para celulares, o site Crowdsource inclui uma tarefa para validação de legendas de imagens, mas não possui outras tarefas, tais como de reconhecimento de manuscrito, avaliação de sentimentos e captura de imagens disponíveis. O site também hospeda um "Picture Quest Game", onde dois usuários veem duas fotos, das quais apenas uma é compartilhada entre os dois usuários. Os dois jogadores devem se comunicar, perguntando uns aos outros sobre a imagem para determinar qual imagem é "compartilhada" entre eles. 

## Línguas
Crowdsource está atualmente disponível nos seguintes línguas: africânder, albanês, alemão, amárico, árabe, armênio, assamês, azeri, bahasa (Indonésia), bahasa (malaio), bengali, bielorrusso, birmanês, bósnio, búlgaro, canada, cantonês, catalão, cebuano, tcheco, Cherokee, chichewa, chinês (simplificado), chinês (tradicional), cingalês, coreano, corso, croata, Crioulo haitiano, dinamarquês, Dzongkha, estoniano, basco, finlandês, francês, francês (Canadá), frísio, gaélico escocês, galês, galego, georgiano, grego, gujarati, hauçá, havaiano, hebraico, hindiano, hmong, húngaro, ibo, indonésio, irlandês, islandês, eslovaco, esloveno, espanhol, Italiano, japonês, javanês, quemer, cazaque, quiniaruanda, quirguistanês, curdo, sorani curdo, laociano, latino, letão, lituano, luxemburguês, macedônio, malaio, malásio, malgaxe, maltês, marati, mongol, holandês, nepalês, norueguês, oria, pastó, persa, polonês, português, punjabi, romanche, romeno, Russo, Samoano, Sérvio (alfabeto cirílico), Sérvio, Sesoto, xona, Siciliano, sindi, Somali, Sundanese, Swahili, Sueco, Tajique, tamazigue, Tagalog (Filipino), Tailandês, Tamil, Tártaro, Telugu, Tibetano, Turcomeno, Ucraniano, uigur, Urdu, Uzbeque, Vietnamita, uolofe, Xossa, iídiche, iorubá e Zulu.

## Referência
1. ↑  «Google Crowdsource: aplicativo permite que usuários contribuam para melhorar a qualidade dos serviços | G1 - Tecnologia e Games - Tira-dúvidas de Tecnologia». Tira-dúvidas de tecnologia
2. ↑  «Conquistas (selos) - Ajuda do Crowdsource». support.google.com. Consultado em 21 de abril de 2018
3. ↑  «Crowdsource: Google pede ajuda para melhorar reconhecimento de imagens». TecMundo - Descubra e aprenda tudo sobre tecnologia. 15 de abril de 2018. Consultado em 11 de janeiro de 2019